# Slime (gioco)

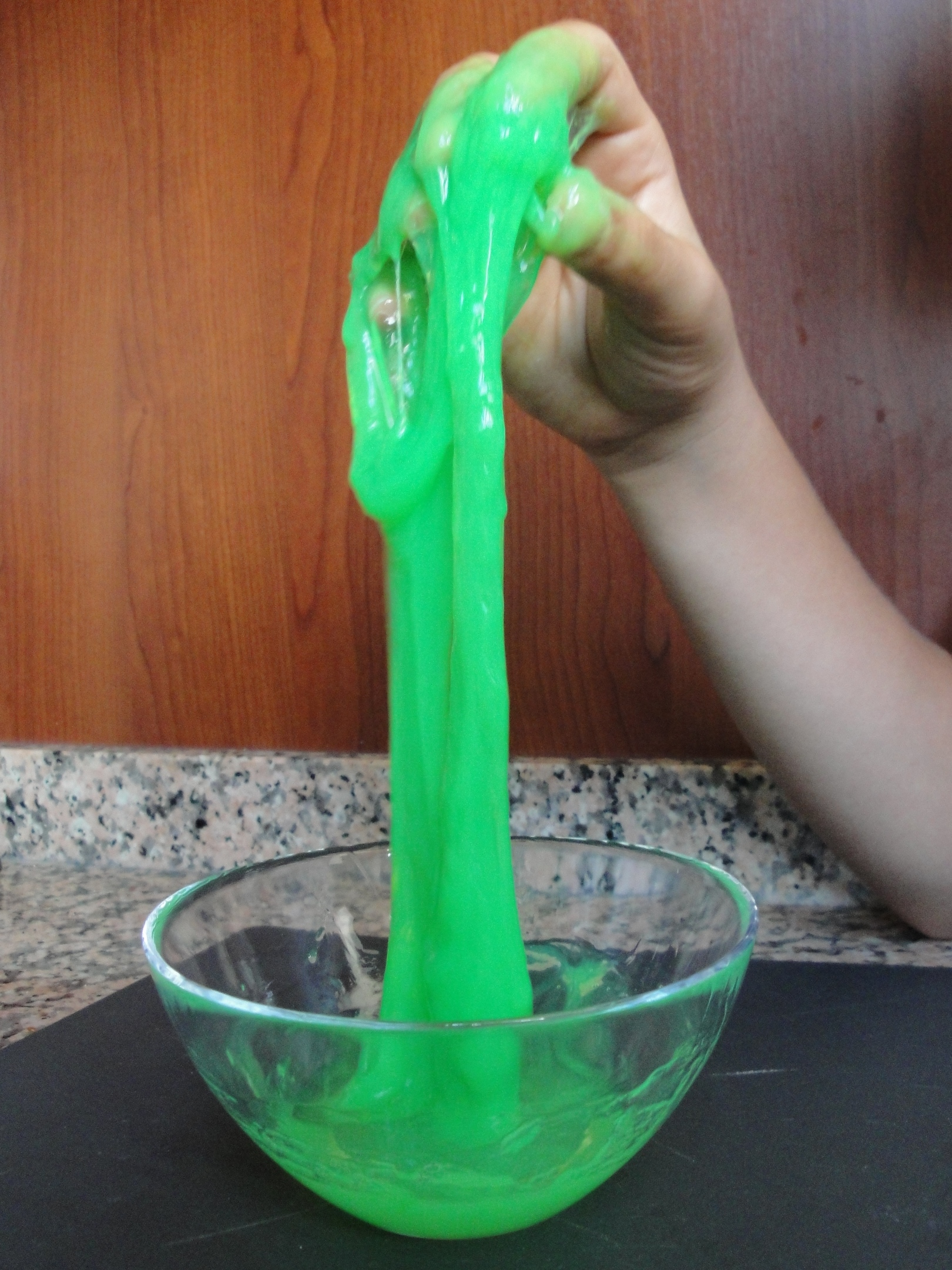
Slime Skifidol

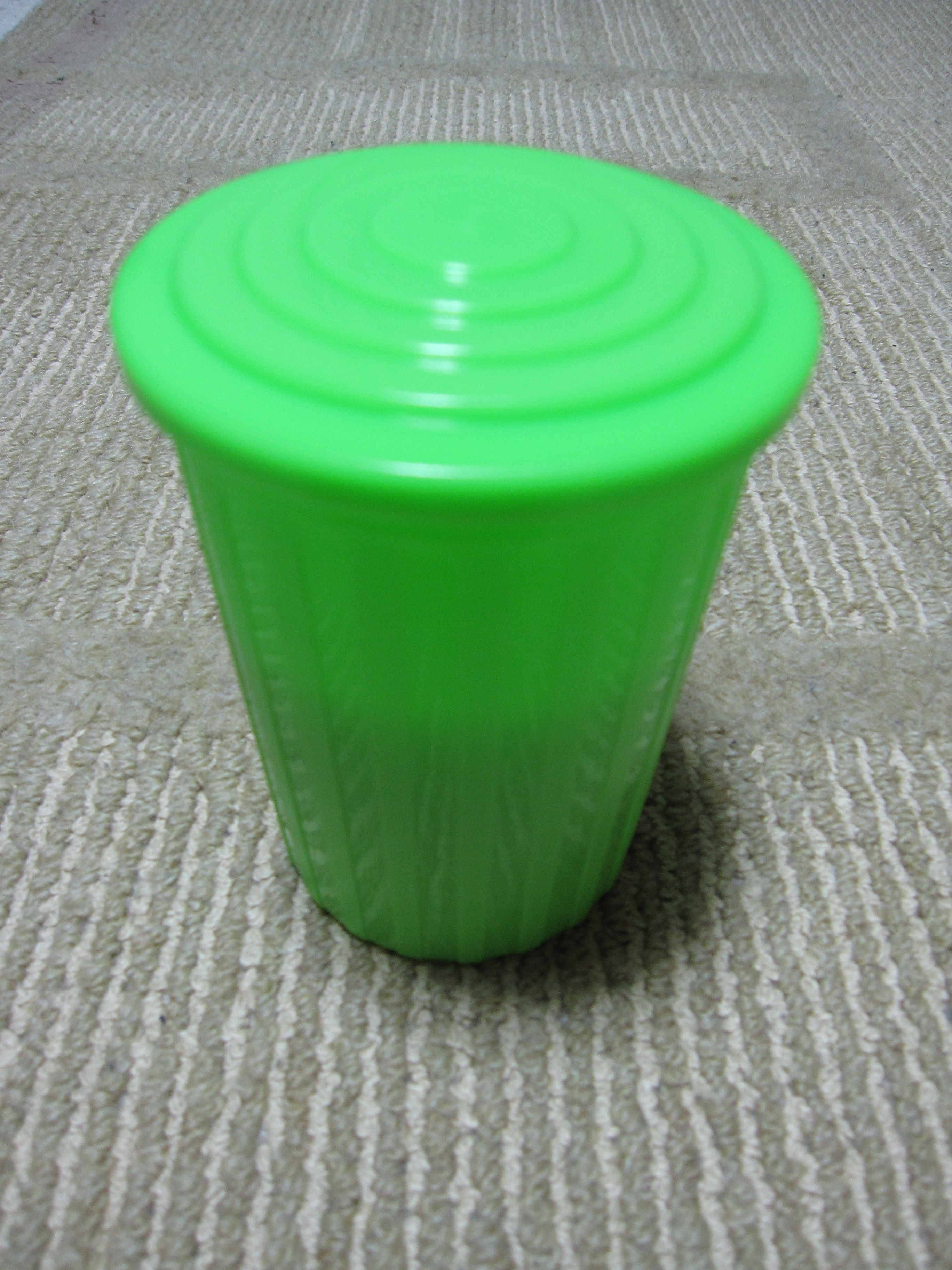
Un barattolo di Slime

Lo Slime (in inglese "muco") era un giocattolo prodotto dall'azienda Americana Mattel a partire dal 1976. Originariamente fu una sostanza di colore verde dalla consistenza viscosa contenuta in un barattolo dello stesso colore che ricordava la forma di un secchio dell'immondizia. Già breve tempo dopo la sua introduzione nel mercato ne uscirono delle varianti che differivano nel colore, come il viola, e nella presenza al suo interno di oggetti in gomma. Negli anni vi furono molte edizioni "speciali" spesso associate a fenomeni di merchandising. Attualmente su Internet si possono trovare molte ricette per creare la sostanza in casa. Lo Slime di solito non è fortemente adesivo ma non dovrebbe venire a contatto con i capelli, gli occhi, e le mucose in generale. Altre aziende hanno prodotto questo oggetto da manipolazione dando origine a numerose varianti.

## Caratteristiche
Lo slime è una sostanza gelatinosa costituita principalmente da gomma di guar, acido borico, alcool polivinilico, Bicarbonato di sodio ed acqua addizionata di coloranti alimentari. La sostanza è abbastanza liquida da poter colare, e allo stesso tempo abbastanza viscosa e non bagnata in modo da poter aderire alle superfici ma essere anche facilmente raccolta e riposta nel contenitore dopo l'uso senza lasciare residui. Il senso del gioco è soprattutto tattile, viste le caratteristiche particolari di elasticità e percezione termica della sostanza.

## Varianti
Il giocattolo ebbe un grande successo e venne commercializzato in diverse varianti, caratterizzate da un diverso colore e da diversi oggetti in gomma inclusi in sospensione del liquido, sempre facenti leva sul gusto dell'orrido e del disgustoso dei bambini come per esempio insetti, bulbi oculari e lombrichi. La Mattel realizzò anche vari giochi da tavolo come uno in cui i giocatori dovevano evitare che le loro pedine fossero toccate dallo Slime che colava dalle fauci di un mostro di plastica. Oggi gli Slime vengono fatti prevalentemente in casa con ingredienti comuni.
- Slime With Worms: (Slime con Vermi) 1976 di colore viola chiaro conteneva vermi in gomma di colore viola scuro;
- Slime Eyeballs: (Slime con Bulbi Oculari) di colore verde trasparente conteneva occhi in gomma;
- Masters of the Universe Slime Pit: (Fossa di Slime dei Masters of the Universe) del 1985 era caratterizzato da una costruzione in plastica da cui si poteva far colare una cascata di Slime;
- The Real Ghostbusters Gooper Ghosts: (I veri Ghostbusters fantasmi Gooper) del 1987-88 erano vari recipienti a forma di fantasma che contenevano Slime nelle loro fauci;
- Attack Pack Slimenator (Hot Wheels): (Attacco "Sliminetor" Hot Wheels) del 1992 era una betoniera contenente Slime grigio e con delle fauci mostruose;
- Retromutagen Ooze (Teenage Mutant Ninja Turtles): (Tartarughe Ninja adolescenti mutanti) del 1989-93 erano una serie di barattoli con Slime di vari colori che contenevano al suo interno un pupazzetto in plastica raffigurante un diverso tipo di "Tartaruga Ninja";

## Nuove varianti
In tempi più recenti son state creati numerosi tipi di Slime caratterizzati principalmente da colorazioni diversificate come il giallo, il rosa, il verde scuro, l'arancione, anche fluorescenti, nonché il bianco "Fantasma", il nero "Barrel-O-Slime" posto all'interno di un barile di petrolio, o il "Galaxy Slime" contenente glitter in varie colorazioni. Sono uscite inoltre molte versioni contenenti degli oggetti in gomma o in combinazione con dei giocattoli esterni.
- Slime Worms: (Vermi Slime) contenenti bigattini;
- Slimy Horror: contenenti mosche o ragni;
- Slimy Dinosaur: con dinosauri;
- Slimy Trashy & Smelly: (Immondizia puzzolente) con all'interno rifiuti;
- Slimy Puupsi (Simba-Dickie-Group): (Flatulenza) del 2008, permetteva di creare rumori di peti;
- Slime Oozits, Oozips, Oozlop: del 2002 erano abbinati a contenitori a forma di provetta o un naso colante.

Altri tipi di Slime sono invece stati ispirati a film.
- Harry Potter Slime Chamber: (La camera Slime di Harry Potter)
- Masters of the Universe Mutanten-Schleimgrube: (Pozzo di Melma Mutante dei Masters of Universe)

## Arte e media
In televisione si è spesso fatto uso di Slime come in programmi per bambini. Un esempio della TV canadese fu la serie "You can’t do that on television" in cui lo Slime venne versato a secchiate sulla testa dei protagonisti quando essi dicevano la frase "I don't know". Nell'opera teatrale tedesca di William Shakespeare "Wintermärchen im Hamburger Schauspielhaus" dell'anno 1978 con la regia di Peter Zadek vennero utilizzati vari chili di Slime. E in una scena del film "Ghostbusters II" (1989) ne vennero utilizzati 150 000 litri. E infine nel programma "Nickelodeon Kids' Choice Awards" i vincitori della sezione „Hidden Talent“ venivano tradizionalmente ricoperti di Slime.
In Olanda è stata realizzata una serie di film per famiglie dedicata allo slime:
- Slime! (De grote Slijmfilm), uscito nel 2020 e diretto da Hans Somers;
- Ancora più Slime! (De Nog Grotere Slijmfilm: Het Geheim van Octoslijm) uscito nel 2021 e diretto da Martijn Smits;
- Sempre più Slime! (De Allergrootste Slijmfilm), uscito nel 2022 e diretto da Martijn Smits;
- De oneindige Slijmfilm, uscito nel 2023 e diretto da Martijn Smits.

## Generi di Slime
- Fluffy: molto morbido

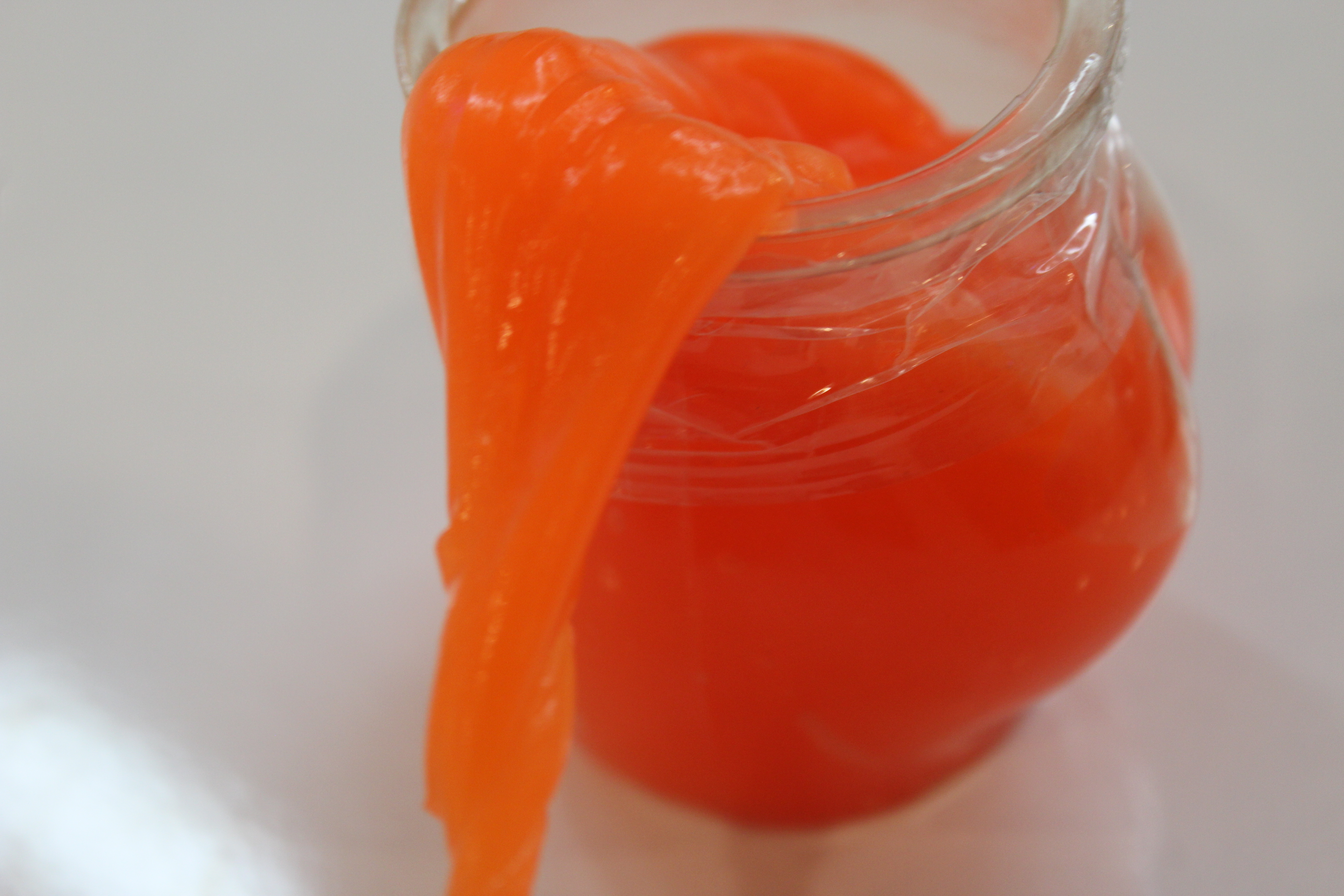
Un fluffy slime

Un glitter slime

- Crunchy: scoppiettante e con le palline
- Clear: trasparente
- Jiggly: acquoso
- Foam: schiumoso
- Butter: simile al burro
- Iceberg: con una crosta in superficie
- Snow: simile alla neve
- Bubblegum: simile alla gomma
- Marshmallow: con la consistenza di un marshmallow
- Fluo / Glow in the dark: si illumina al buio
- Pearl: perlato
- Spugna: con pezzi di spugna
- Sand: con la sabbia
- Rainbow: con i colori dell'arcobaleno
- Galaxy: con i colori tipici della galassia
- Glitter: con i glitter
- Metal: con colori metallizzati

## Aspetti igienico-sanitari
In uno studio tedesco del Stiftung Warentest, e di altri studi effettuati in Italia, in Spagna, e nel Regno Unito, eseguiti nel 2018, il gel viscoso da gioco di 16 marchi su 33 rilasciavano una quantità di acido borico superiore ai 300 mg per kg di prodotto consentiti dalle leggi dell'Unione europea. In alcuni casi addirittura di tre volte il limite previsto. Pertanto l'ingestione, l'inspirazione, il contatto con le mucose e gli occhi possono essere un rischio per la salute. Anche il rischio microbiologico è un aspetto controverso visto che nel gel ricco di acqua possono proliferare batteri anaerobi resistenti all'acido borico noto per la sua azione antisettica.

## Forme d'uso alternative al gioco
In Svizzera è stato ideato un prodotto molto simile allo Slime, ma meno viscoso che sfrutta la caratteristica del materiale di inglobare piccole particelle, che si usa per pulire ed eliminare la polvere, pelucchi, peli e briciole in spazi angusti e ricchi di interstizi come le tastiere dei Computer, dispositivi elettronici, griglie di aerazione delle vetture, o persino l'interno di calzature. Il suo nome commerciale è "Cyber Clean" ed esiste in numerose varianti per usi specifici. Ovviamente anche altre aziende hanno copiato l'idea.